# Casey Smith
Casey Smith (* 5. Februar 1992 in Winthrop) ist ein US-amerikanischer Biathlet.
Casey Smith lebt in Fort Kent. Er besuchte die Montana State University, wo er auch Teil des NCAA ski teams war. Schon als Kleinkind begann er mit dem Skilaufen. Im Alter von zehn Jahren begann er mit dem Biathlonsport. Er ist seit 2014 Teil des US-B-Nationalteams und trainiert am Maine Winter Sportscenter, für das er auch startet. Zuvor war er für Methow Valley Biathlon aktiv.
Smith nahm zwischen 2010 und 2013 an vier Biathlon-Juniorenweltmeisterschaften teil und erreichte dabei jeweils mindestens eine, 2013 in Obertilliach zwei Top-40-Ergebnisse. Bestes Resultat war ein 2013 erreichter 23. Platz in der Verfolgung. Bei den Juniorenrennen des North American Invitational 2012 in Jericho wurde er hinter Ethan Dreissigacker und Raileigh Goessling Dritter im Verfolgungsrennen und Zweiter im Massenstartrennen hinter Dreissigacker. Bei den Nordamerikanischen Meisterschaften 2013 wurde er in Whistler hinter Macx Davies und vor Menno Arendz in allen drei Rennen Vize-Nordamerikameister der Junioren. Bei den Biathlon-Europameisterschaften der Junioren 2012 in Osrblie war ein 15. Rang im Einzel bestes Ergebnis, 2013 in Bansko Platz 37 im Sprint.
Bei den Männern debütierte Smith 2014 im IBU-Cup bei einer doppelten Wettkampfwoche in Ridnaun und wurde in seinem ersten Rennen 45. eines Sprints, beim letzten Sprint erreichte er als 44. sein bislang bestes Resultat in dieser Rennserie. Erste internationale Meisterschaft wurden die Biathlon-Europameisterschaften 2014 in Nové Město na Moravě. Im Einzel wurde Casey 22., im Sprint 30. und 40. des Verfolgungsrennens.
2010 und 2011 nahm er zudem an mehreren Rennen der US Super Tour im Skilanglauf teil, ohne nennenswerte Erfolge zu erreichen.